# Дан Тель-Авів (готель)
Готель «Дан Тель-Авів» (івр. מלון דן תל אביב) — це 5-зірковий готель у Тель-Авіві. За словами Time, це «найближчий готель до тель-авівського гранд-дама». Він був першим в ізраїльській мережі готелів Dan Hotels. Готель розташований на набережній Тель-Авіва, в декількох хвилинах ходьби від багатьох визначних пам'яток, включаючи Тель-Авівський порт і Старе місто Яффа. Серед відомих гостей — Білл і Гілларі Клінтон, Пол Маккартні, Майкл Джексон, Мадонна, The Rolling Stones, U2 і Леді Гага.

## Історія

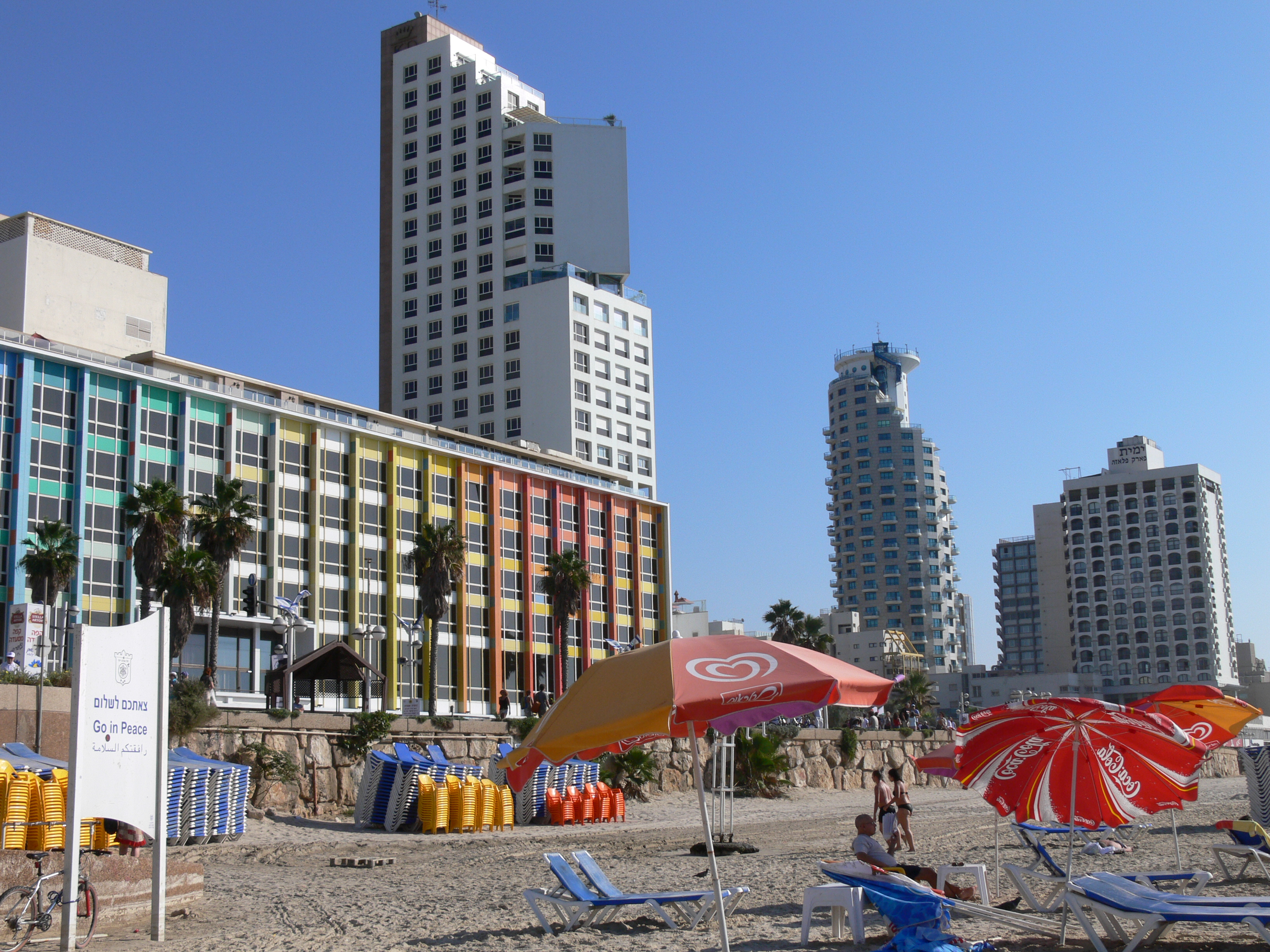
Пляж готелю «Дан Тель-Авів»

Первісна будівля була побудована в 1930-х роках і починалася як невеликий пансіонат під назвою Kaete Dan. Це був перший готель на пляжі в Тель-Авіві. Деякий час він слугував штаб-квартирою єврейської партизанської військової організації «Гаґана». У червні 1947 року Єкутіель і Шмуель Федерман купили будівлю і, взявши назву від попереднього власника, заснували корпорацію готелів «Дан». Нові власники знесли первісну будівлю, а новий готель було завершено у 1953 році.
У 1986 році було добудовано новий фасад у кольорах веселки за проектом Якова Аґама. У 1994 році було збудовано вежу Короля Давида (висота 82 метри), що примикає до південної частини готелю. У 2000 році готель пройшов повну реконструкцію. У липні 2019 року генеральним менеджером готелю була призначена Рама Орам, яка стала першою жінкою на цій посаді.

## Опис
У готелі «Дан Тель-Авів» працюють кошерний ресторан Hayarkon 99 (шеф-кухар Овед Альфія), кошерний молочний ресторан D-restaurant. Також у готелі розташовані спортивний та спа-центр із критим і відкритим басейнами з морською водою.